# Zaraasuchus
Zaraasuchus shepardi
Genre
Espèce
Zaraasuchus est un genre éteint de petits crocodyliformes, un clade qui comprend les crocodiliens modernes et leurs plus proches parents fossiles.
Une seule espèce est rattachée au genre : Zaraasuchus shepardi, décrite en 2004 par Diego Pol et Mark A. Norell ; elle est rattachée à la famille des Gobiosuchidae.

## Étymologie
Le nom de genre Zaraasuchus combine le mot mongol Zaraa, « hérisson » et le mot du grec ancien Soũkhos, « crocodile » pour donner « crocodile hérisson » ; ceci souligne la présence de crêtes et de pointes sur les os de son crâne et sur ses ostéodermes.

## Découverte
Zaraasuchus shepardi  a été trouvée dans les couches rouges du canyon de Zos dans le désert de Gobi en Mongolie. Elle provient de la formation de Djadokhta, datée essentiellement du Campanien (Crétacé supérieur), soit il y a environ entre 83,6 et 72,2 millions d'années.
Ses restes fossiles sont constitués principalement de la partie arrière d'un crâne et des mandibules, ainsi que des vertèbres cervicales en connexion anatomique, des ostéodermes et quelques fragments des pattes avant.

## Description
Z. shepardi partage de nombreuses caractéristiques avec l'espèce Gobiosuchus kielanae, qui a été découverte également en Mongolie dans la même formation. Elle s'en distingue par la présence de fenestrae infra-temporales de taille moyenne, dont le bord antérieur est presque uniquement constitué par l'os post-orbital. Les vertèbres cervicales montrent de longs processus processus pointus postéro-latéraux et des crêtes extrêmement bien développées sur les ostéodermes cervicaux dorsaux et latéraux.

## Classification
L'analyse phylogénétique de ces deux taxons indique qu'ils forment un groupe monophylétique en position basale parmi les crocodyliformes. 
Ce clade est la famille des Gobiosuchidae créée par Halszka Osmólska en 1972,.
L'analyse phylogénétique des Crocodyliformes réalisée par Mario Bronzati, Felipe Chinaglia Montefeltro et Max C. Langer   en 2012, confirme la position de Zaraasuchus en groupe frère de Gobiosuchus.